# Ceratobasidium stridii
Ceratobasidium stridii är en svampart som beskrevs av J. Erikss. & Ryvarden 1973. Ceratobasidium stridii ingår i släktet Ceratobasidium och familjen Ceratobasidiaceae.  Arten är reproducerande i Sverige. Inga underarter finns listade i Catalogue of Life.